# Lenguas kusanas
La familia de lenguas kusanas (también llamadas Coos) consta de dos lenguas habladas en la costa sur de Oregón, Estados Unidos. Actualmente, ambas lenguas están extinguidas.

## Distribución e Historia
El Hanis se hablaba al norte del Miluk, en la zona del río Coos y de la bahía Coos. El nombre Hanis se deriva de há•nis, que es el nombre que ellos mismos se daban. La última hablante conocida del Hanis fue Martha Jonson, que falleció el año 1972.
El Miluk se hablaba en la zona del bajo río Coquille y en la bahía de Coos. La palabra Miluk deriva de míluk, el nombre que ellos mismos se daban, y que tiene relación con el nombre de un poblado. La última parlante conocida fue Annie Miner Peterson, que conocía tanto el Miluk como el Hanis, y que dejó grabadas en fonógrafo canciones y mitos. Falleció en 1939.
El origen del nombre Coos es incierto. Una idea es que se deriva de la raíz Hanis gus- que significa 'sur' como en gusimídži•č 'hacia el sur'. Otra idea es que deriva de la palabra atabascana ku•s, que significa 'bahía'. 

## Clasificación
Gatschet afirmaba que el hanis y el cusan hablados en diferentes variedades a lo largo del río Coos y la bahía de Coos, resultaban similares. Frachtenberg discrepa de esa interpretación, afirmando que el dialecto Miluk exhibe solo algunas de las características generales del Hanis, posteriormente Frachtenberg ofreció una lista de 104 nombres y los numerales de 1 a 10, el 20, el 100 además de 23 formas pronominales compiladas por Dorsey en febrero de 1885. D los 104 nombres, 20 son fonémicamente idénticos en las dos lenguas y 13 muestran alguna similitud, por lo que el porcentaje de cognados es bajo.

### Clasificación interna
Existen dos variedades diferentes de lenguas kusanas:
1. Hanis (la última hablante conocida de la lengua fue Martha Johnson fallecida en 1972).
2. Miluk (también conocida como Bajo Coquille, Laura Hodgkiss Metcalf fallecida en 1961 fue la última hablante de la lengua).
Existen discrepancias sobre la cercanía, Leo Frachtenberg que trabajó con hablantes de las dos comunidades hacia 1910 afirma que son dos lengua muy diferentes, sobre la base de una lista de más de un centenar de palabras. Melville Jacobs (1939) dice que estas lenguas son tan cercanas entre sí como también lo son el holandés y el alemán, aunque dicha afirmación se basa en el juicio de un único hablante que hablaba ambas lenguas (por esa época el miluk ya no era una lengua usada oralmente).

### Relaciones genéticas
En 1916 Edward Sapir sugirió que las lenguas Coos eran parte de un superior agrupamiento genético Penutíe de Oregón. Actualmente se investiga si esta teoría es acertada.

### Hanis
- Frachtenberg, Leo J. (1913). Coos texts. California University contributions to anthropology (Vol. 1). New York: Columbia University Press. (Reprinted 1969 New York: AMS Press).
- Frachtenberg, Leo J. (1922). Coos: An illustrative sketch. In Handbook of American Indian languages (Vol. 2, pp. 297-299, 305). Bulletin, 40, pt. 2. Washington:Government Print Office (Smithsonian Institution, Bureau of American Ethnology).
- Grant, Anthony. (1996). John Milhau's 1856 Hanis vocabularies: Coos dialectology and philology. In V. Golla (Ed.), Proceedings of the Hokan-Penutian workshop: University of Oregon, Eugene, July 1994 and University of New Mexico, Albuquerque, July 1995. Survey of California and other Indian languages (No. 9). Berkeley, CA: Survey of California and Other Languages.

### Miluk
- Dorsey, James Owen. (1885). On the comparative phonology of four Siouan languages. In Annual reports of the Board of Regents for the year 1883, Smithsonian Institution (No. 3, pp. 919-929). Washington, D. C.: U.S. Government Printing Office (Bureau of American Ethnology).
- Jacobs, Melville. (1939). Coos narrative and ethnologic texts. University of Washington publications in anthropology (Vol. 8, No. 1). Seattle, WA: University of Washington.
- Jacobs, Melville. (1940). Coos myth texts. University of Washington publications in anthropology (Vol. 8, No. 2). Seattle, WA: University of Washington.